# Coucher de soleil
Le coucher du soleil est le moment où le Soleil disparaît derrière l'horizon, dans la direction de l'ouest sur Terre.
Le jour laisse alors place au crépuscule, période de la journée propre aux planètes du Système solaire disposant d'une atmosphère. Le Soleil ne se couchant pas au sens propre du terme, l'expression coucher de soleil ne décrit qu'une apparence due au mouvement de rotation de la planète. Il en est de même pour le lever de soleil qui est le moment où le Soleil apparaît à l'horizon, à l'est sur Terre.

Les moments de la journée.

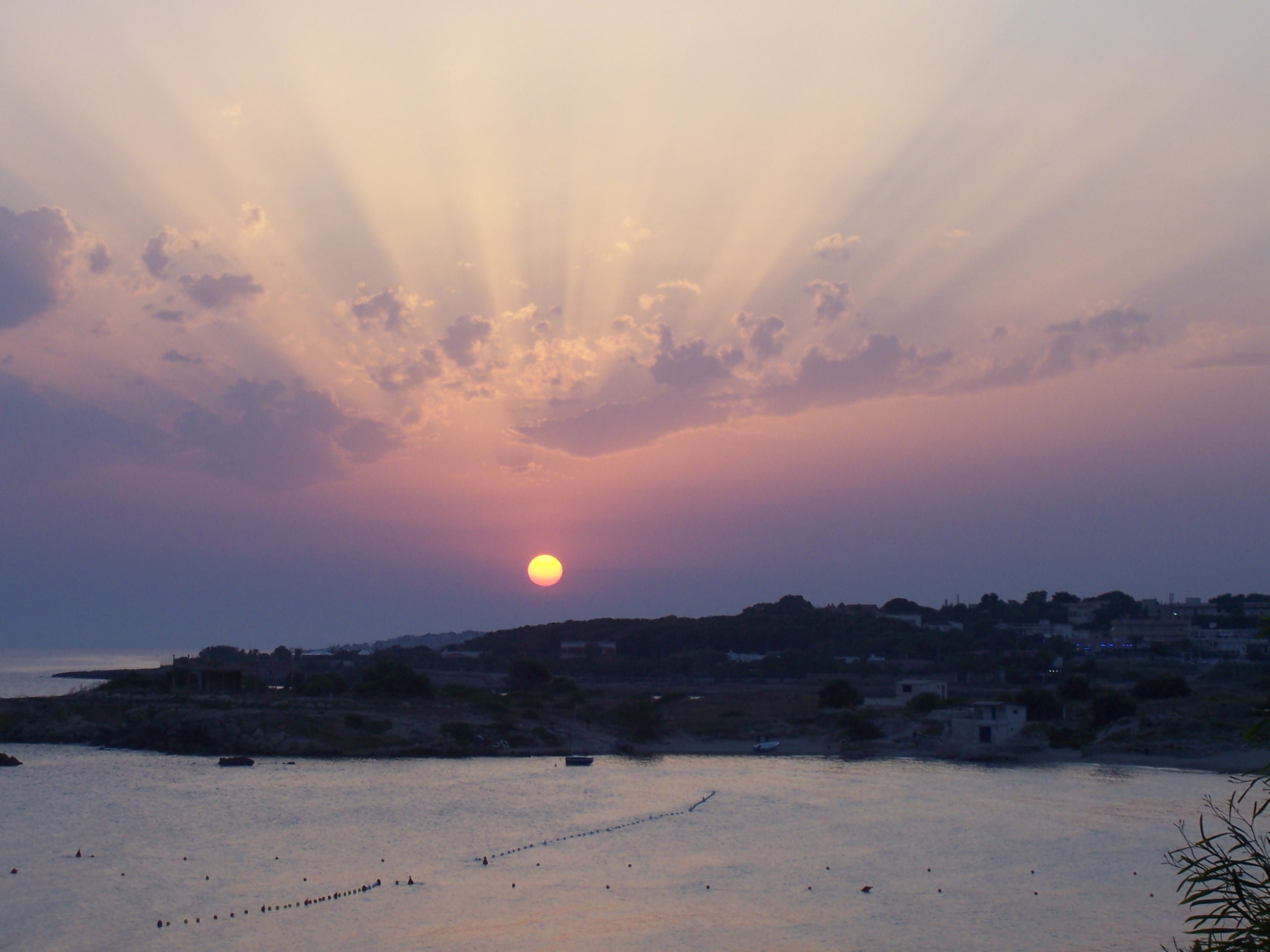
Coucher de soleil au-dessus du Golfe de Tarente.

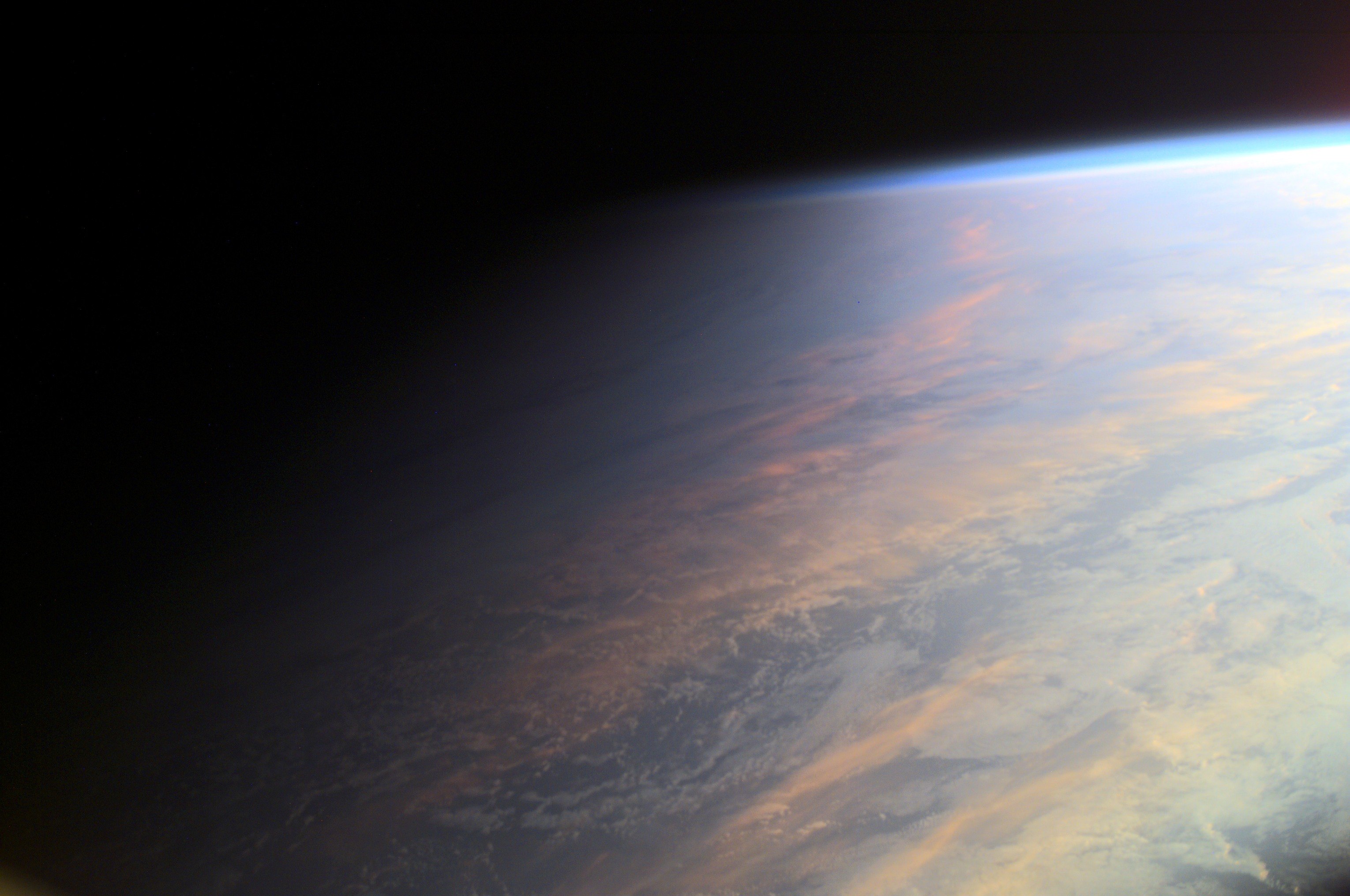
Un coucher de soleil au-dessus de l'océan vu de l'espace, photographié à partir de la Station spatiale internationale. Le terminateur est clairement visible.

## Course du Soleil

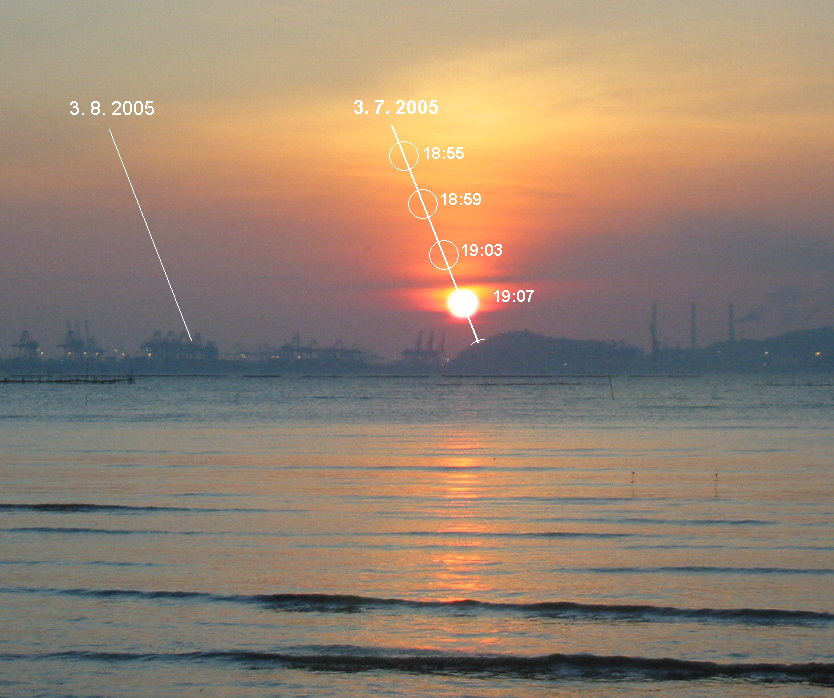
Coucher de soleil à Hong Kong (3 juillet 2005), et un calcul du déplacement du Soleil à des intervalles de 4 min.

Dire : « Le Soleil se lève à l'est et se couche à l'ouest » est une approximation. Il ne le fait que deux fois par an, aux équinoxes. Quel que soit l'endroit d'observation sur Terre (en dehors des régions polaires), ses points de lever et de coucher se déplacent vers le nord après le solstice de décembre (correspondant au solstice d'hiver dans l'hémisphère nord) et atteignent leur écart maximum par rapport à l'est et à l'ouest lors du solstice de juin (solstice d'été dans l'hémisphère nord). Ensuite, les points de lever et de coucher dérivent à nouveau pour retrouver l'axe est-ouest à l'équinoxe de septembre (équinoxe d'automne dans l'hémisphère nord).
Enfin, à l'inverse, les points de lever et de coucher se déplacent vers le sud jusqu'au solstice de décembre.
Pour illustrer ce phénomène, l'image montre un calcul des positions successives du Soleil à des intervalles de 4 minutes le 3 juillet 2005 ; au solstice (20 juin), la trajectoire se situe à droite à environ un diamètre solaire. À gauche, le déplacement du Soleil un mois plus tard (3 août).
Quant à l'expression coucher de soleil, elle désigne un tableau représentant le Soleil couchant ou par extension le spectacle offert par la fin de la journée et sa palette de couleurs.

## Différents couchers de soleil (effets atmosphériques)

### Rayon vert

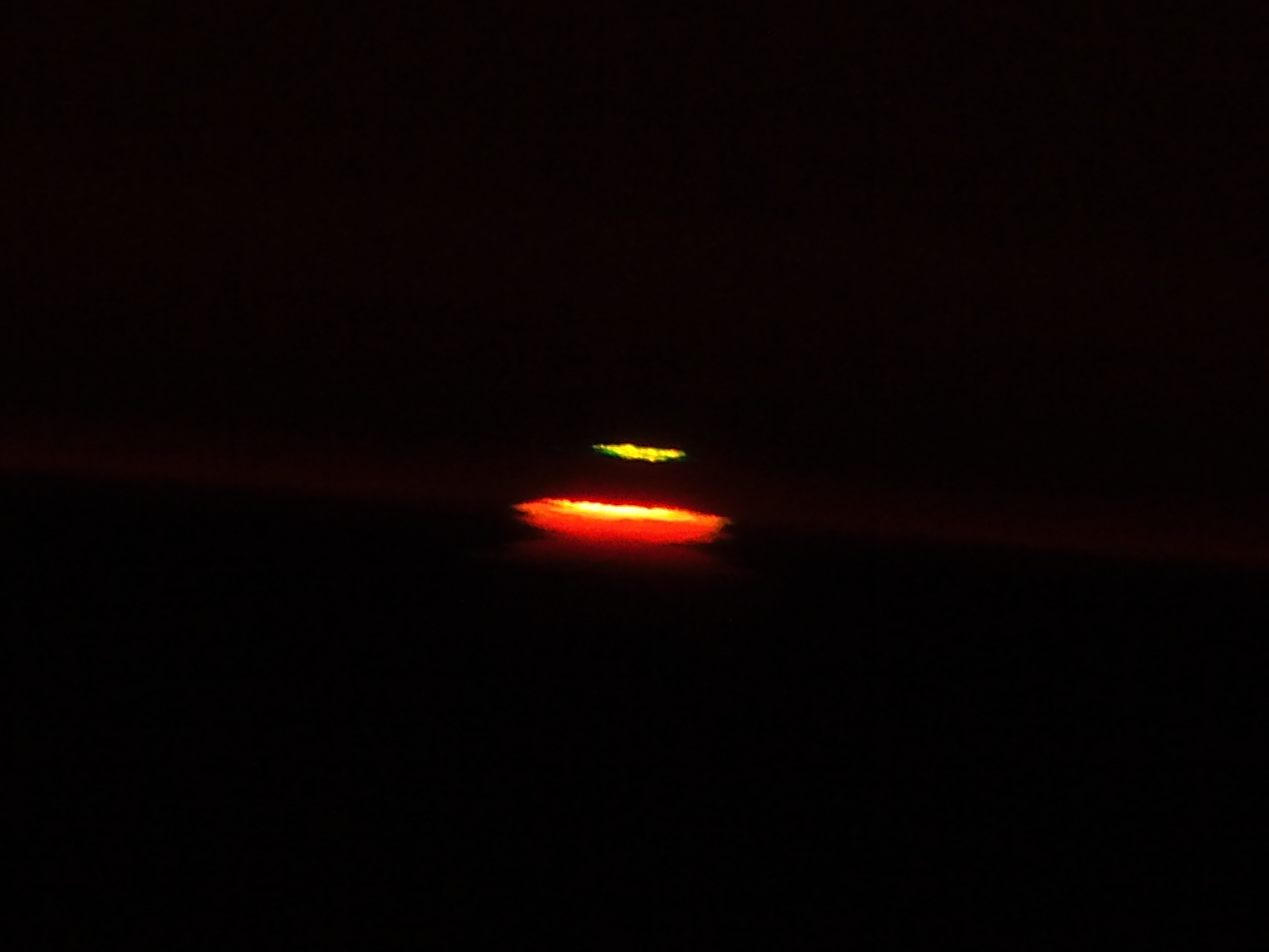
Un rayon vert à l'Observatoire de La Silla (ESO).

Le rayon vert est un phénomène optique de réfraction dû à l'atmosphère lorsque le Soleil se couche. On voit alors apparaître un point vert, juste au-dessus de l'horizon, pendant un court instant.

### Soleil rouge

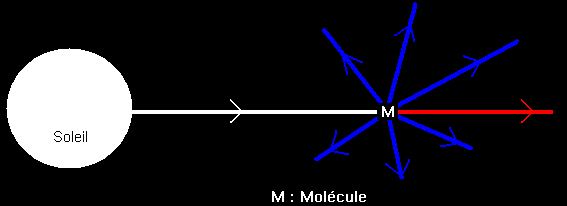
La diffusion du bleu est omnidirectionnelle, d'où la couleur du ciel en plein jour. Le rayonnement direct provenant du Soleil, traverse au coucher une épaisse couche atmosphérique : la lumière solaire perd la partie basse de son spectre, seules les longueurs d'onde les plus grandes, i.e. le rouge, mieux transmises et moins diffusées, franchissent cette couche selon la théorie de la diffusion Rayleigh.

C'est aussi un effet dû à l'atmosphère. Lorsque le Soleil s'approche de l'horizon, on peut parfois le voir rougir.
Il ne s'agit en réalité que d'une apparence due à l'atmosphère : les rayons solaires en traversent une épaisseur plus importante, augmentant la diffusion, celle-ci ne laissant alors que la couleur rouge (voir couleur du ciel expliquée par la théorie de la diffusion Rayleigh).
Parfois, cela peut même virer au violet.

Couleurs apparentes au coucher du Soleil
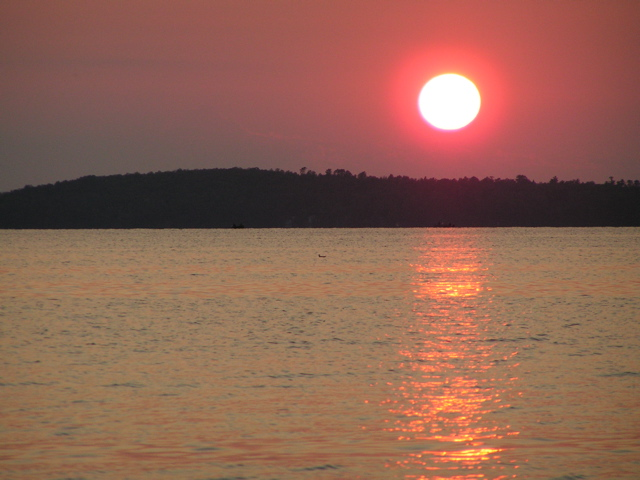
Un Soleil rouge.
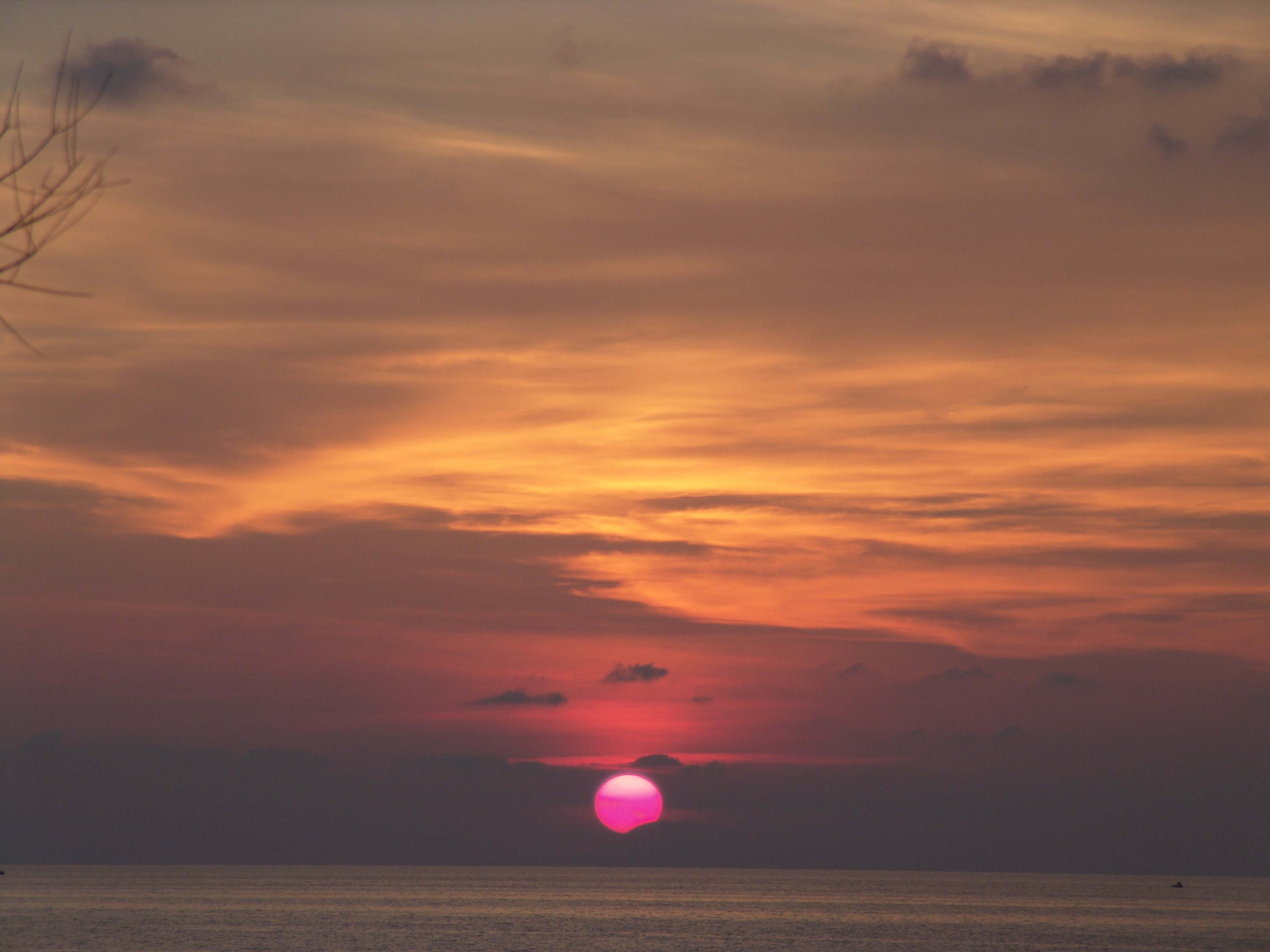
Le Soleil vire au violet.

### Soleil découpé
Le Soleil découpé, ou plus exactement, en franges, est un effet atmosphérique un peu particulier, et surtout, beaucoup plus rare. Il s'agit du Soleil au couchant, dont la moitié inférieure est découpée en franges. Ce phénomène est entre autres connu du grand public grâce à la première image du film Le Roi lion (1994).

## Le coucher du Soleil et les traditions
Chez les berbères, certaines plantes médicinales ou destinées à des usages médico-religieux pour être efficaces devaient être cueillies au clair de lune ou au coucher du Soleil.

## Le coucher de soleil sur la planète Mars

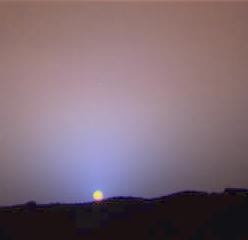
Un coucher de soleil sur Mars (photo prise par Mars Pathfinder).

La distance Mars-Soleil étant plus élevée que la distance Terre-Soleil, le Soleil apparaît plus petit sur Mars.
Le coucher de soleil sur Mars a une teinte bleuâtre à la périphérie de l'ellipse solaire, se décolorant progressivement en une teinte rosée. D’après Ezra Block et Robert Krulwich du site NPR (principale radio non commerciale des États-Unis), l’explication provient de la poussière en suspension, et plus précisément de la taille de cette poussière, et des longueurs d’onde de la lumière que ces particules de poussière laissent passer.
C'est parce que la poussière de Mars est plus fine et plus abondante que la poussière terrestre que les longueurs d'onde bleues sont absorbées, et les rouges éparpillées dans le ciel. Ce sont les longueurs d'onde rouges qui donnent au ciel de Mars cette teinte rosâtre. Cependant, lorsqu'on observe directement le soleil couchant, le ciel apparaît bleu. En effet, les rayons provenant de cette direction ont perdu entièrement leurs spectres rouges, ceux-ci ayant été filtrés et diffusés par la poussière, de sorte que seules les longueurs d'onde bleues sont celles qui parviennent à traverser, et donnent ainsi au ciel son aspect bleuâtre. Sur Terre, les plus grosses particules atmosphériques dispersent les longueurs d’onde bleues au lieu des rouges, donc l’effet inverse peut être observé. Des astronomes pensent qu’ils pourraient utiliser ces propriétés spectrales pour recueillir des renseignements importants sur certaines planètes de notre galaxie, et le cas échéant détecter des planètes habitables.